# Annick Lefebvre (dramaturge)
Pour les articles homonymes, voir Annick Lefebvre et Lefebvre.
Annick Lefebvre est une dramaturge québécoise née en 1980.

## Biographie
En 2003, elle complète son baccalauréat en critique et dramaturgie de l’École Supérieure de Théâtre à l’Université du Québec à Montréal. Elle effectue son stage d'observation à la conception de la pièce Incendies de Wajdi Mouawad.
J'abdique, présentée au Théâtre des Têtes Chercheuses au printemps 2007, est sa première pièce. L'auteure a participé à l'écriture de nombreux textes collectifs. En 2012, Annick Lefebvre fonde le Crachoir, une compagnie de théâtre dont la mission consiste à explorer le rôle de l’écrivain tout en questionnant son processus de création. En 2014, elle est la protégée du dramaturge Olivier Choinière au Prix Siminovitch.
Avec le Crachoir, elle monte sa pièce Ce samedi il pleuvait. Sa pièce J'accuse (2015) est son plus grand succès, elle lui vaut le Prix Auteur Dramatique BMO en plus  de nombreuses nominations (prix de la critique de l’AQCT, prix Michel-Tremblay et prix Littéraire du Gouverneur Général). Elle adapte actuellement sa pièce pour la France (Sébastien Bournac, compagnie Tabula Rasa).
Annick Lefebvre est une féministe d'aujourd'hui qui est reconnue pour ses opinions tranchées qu'elle partage ouvertement. Elle est l'une des signataires du recueil Femmes en scène aux Éditions de la Pleine Lune. Recueil à l'intérieur duquel des autrices, actrices et des metteuses en scène se rencontrent et se racontent à travers des entrevues, de la poésie, du récit et du collage.

## Écriture

### Théâtre
- 2019 : ColoniséEs[9]
- 2017 : J’abdique
- 2017 : Les barbelées[10]
- 2016 : Périphérie[11]
- 2015 : La machine à révolte[12]
- 2015 : J'accuse[13]
- 2013 : Ce samedi il pleuvait[14]
- 2013 : Ce qui dépasse[15]

### Œuvres portées à la scène
- 2019 : Antigone, mise en scène de Olivier Arteau, Théâtre du Trident[16]
- 2019 : ColoniséEs mise en scène de René Richard Cyr, Centre du théâtre d'Aujourd'hui
- 2017 : Les Barbelés mise en scène d'Alexia Bürger, Théâtre de Quat’sous et Théâtre La Colline (Paris)
- 2015 : La machine à révolte, mise en scène de Jean Boillot, Le Préau / NEST-Théâtre
- 2015 : J'accuse, mise en scène de Sylvain Bélanger, Centre du théâtre d'Aujourd'hui
- 2013 : Ce samedi il pleuvait, mise en scène de Marc Beaupré, Le Crachoir, Théâtre Aux Écuries

### Autres publications
- 2019 : Antigone d'après Sophocle, coécriture avec Pascale Renaud-Hébert et Rébecca Déraspe
- 2018 : Femmes en scène, recueil sous la direction d'Isabelle Doré (collectif d'autrices)[8]
- 2014 : 26 lettres, Abécédaire des mots en perte de sens (recueil collectif)[17]
- 2013 : Contes urbains (recueil collectif)[18],[19]
- 2013 : Madame Renard/Saucisse bacon/Votre crucifixion/Le No-Pain réveillon/Ruby pleine de marde/Ce qui dépasse/ (Collectif d'auteurs, Martin Bellemare, Sébastien David, Rébecca Déraspe, Julie-Anne Ranger-Beauregard, Olivier Sylvestre)

## Honneurs
- 2019 : Lauréate du prix de la critique de L'AQCT de Québec dans la catégorie meilleur spectacle pour la pièce Antigone avec Pascale Renaud-Hébert, Rébecca Déraspe[20]
- 2019 : Finaliste pour les prix de la critique de l'AQCT dans la catégorie Meilleur texte original pour Les Barbelés[21]
- 2015 : Lauréate du Prix Auteur Dramatique BMO pour J’accuse[22]
- 2015 : Lauréate du Prix Michel-Tremblay du meilleur texte porté à la scène pour J’accuse[23],[24]
- 2015 : Finaliste du Prix de la critique de l’AQCT pour J’accuse
- 2015 : Finaliste au Prix du Gouverneur Général  pour J’accuse